# Vis (ø)
 For alternative betydninger, se Vis. (Se også artikler, som begynder med Vis)
Vis (græsk Issa, italiensk Lissa) er en kroatisk ø i Adriaterhavet ved det vestlige Kroatiens kyst. Ud af de beboede kroatiske øer er det den, der ligger længst fra fastlandet. Vis har et areal på 90,26 km², og en befolkning på 3 617 (2001). Det højeste punkt på øen er Hum og er 587 meter over havet.
Øens største by er byen Vis.

## Reflist
1. 1 2   peljar.cvs.hr
2. ↑  "Statistisk årbog for Kroatien 2006" (PDF). Arkiveret fra originalen (PDF) 4. februar 2012. Hentet 8. august 2016.

43°02′33″N 16°09′09″Ø / 43.0425°N 16.1525°Ø